# 40M Nimrod
El 40M Nimrod fue un vehículo blindado antiaéreo húngaro empleado en la Segunda Guerra Mundial y cuyo diseño se basó en una copia producida bajo licencia del vehículo blindado antiaéreo sueco Landsverk L -62 Anti I, pero con una nueva torreta y desarrollado de forma independiente. Fue inicialmente destinado para emplearse como vehículo antiaéreo y cazatanques, pero demostró ser ineficaz ante los tanques soviéticos como el KV-1. Por lo cual fue principalmente utilizado contra vehículos ligeramente blindados y para defensa antiaérea.

## Diseño
Durante el periodo de entreguerras, las Fuerzas Armadas húngaras fueron limitadas por el Tratado de Trianon. Con la anexión de Austria por parte de la Alemania nazi (Anschluss) en 1938 y temiendo una reacción bélica de la Pequeña Entente (alianza formada por Checoslovaquia, Rumania y Yugoslavia), Hungría rompe el tratado e inicia un intenso programa de rearme.
Ante la urgencia de producción de unidades acorazadas terrestres, el Ministerio de Defensa de Hungría (HM) busca diseños disponibles en el extranjero, eligiendose la compañía sueca Landsverk para analizar sus avanzados diseños. Entre estos figuraba un vehículo blindado antiaéreo designado Landsverk L -62 Anti I, siendo inmediatamente aceptado por el HM y realizandose el contrato de producción bajo licencia, recibiendo los planos y un prototipo.
El 40M Nimrod era una variante construida bajo licencia del Landsverk L-62 Anti I, que a su vez estaba basado en el casco del tanque Landsverk L-60 que ya se producía bajo licencia en Hungría como el 38M Toldi.
El casco del L-62 era distinto al del L-60. Era más ancho y más largo, además de tener una rueda de rodaje adicional a cada lado. Por otra parte el 40M Nimrod tenía sus propias características de diseño. Aunque su casco era básicamente el mismo del L-62, empleaba piezas del 38M Toldi y su torreta fue modificada para alojar más tripulantes que los cinco que podía alojar la torreta del L-62 Anti I. La tripulación del 40M Nimrod era de seis: comandante, conductor, dos artilleros y dos cargadores.
Su armamento consistía en un cañón automático Bofors 40 mm L/60 fabricado bajo licencia en Hungría, cuya designación era MÁVAG 36M 40 mm. Era alimentado mediante gravedad desde una tolva y tenía una cadencia de 120 disparos/minuto a 140 disparos/minuto, según su ángulo de elevación, así como una velocidad de boca de 900 m/s. La munición para el cañón consistía principalmente en proyectiles de alto poder explosivo y antiblindaje, pero también disparaba un proyectil antitanque desarrollado en Hungría. Los proyectiles antiblindaje húngaros podían perforar 46 mm de BHL a una distancia de 100 m y 30 mm a una distancia de 1.000 m. El 40M Nimrod transportaba 640 proyectiles, repartidos en cuatro depósitos de 160 proyectiles cada uno. Sus dos variantes carecían de ametralladora para defenderse de ataques de infantería, por lo cual dependían de las armas de sus tripulantes.   
Su producción empezó en 1941, llegando a construirse 26 unidades designadas 40M Nimrod; posterior a la batalla de Kursk el Ejército húngaro  se retira con fuertes perdidas teniendo que reemplazar con nuevas unidades llevando la producción hasta 109 unidades mejoradas designadas 43M Nimrod.
Conforme avanzaba la guerra, al vehículo se le suministró una granada de avancarga que se insertaba en la boca del cañón, designada 42M. Esta era una Stielgranate 41 alemana con la cola modificada para insertarse en el cañón MÁVAG 36M 40 mm en lugar del cañón antitanque alemán 3,7 cm PaK 36. Consistía en una ojiva de carga hueca de 150 mm montada en un tubo estabilizado por aletas, que se encajaba sobre la boca del cañón y era lanzada disparando un cartucho de fogueo especial. La 42M es frecuentemente mencionada con el nombre alemán Kerngranate.

## Variantes
40M Nimrod: versión de serie, el motor y los componentes se basaron en el tanque 38M Toldi I. Estaba armado con el cañón MÁVAG 36M de 40 mm con munición antiaérea y antitanque, con blindaje entre 6 mm y 28 mm.
43M Nimrod: versión de rearme, construido con similares características sufriendo únicamente 2 cambios; el motor alemán utilizado en la primera versión fue cambiado por el motor húngaro utilizado en el Toldi IIa, y se le suministró una granada de avancarga (granada que se inserta en la boca del cañón) con ojiva de 150 mm y cola modificada para insertarse en la boca del cañón húngaro de 40 mm e incrementar su capacidad antitanque.

## Historial de combate

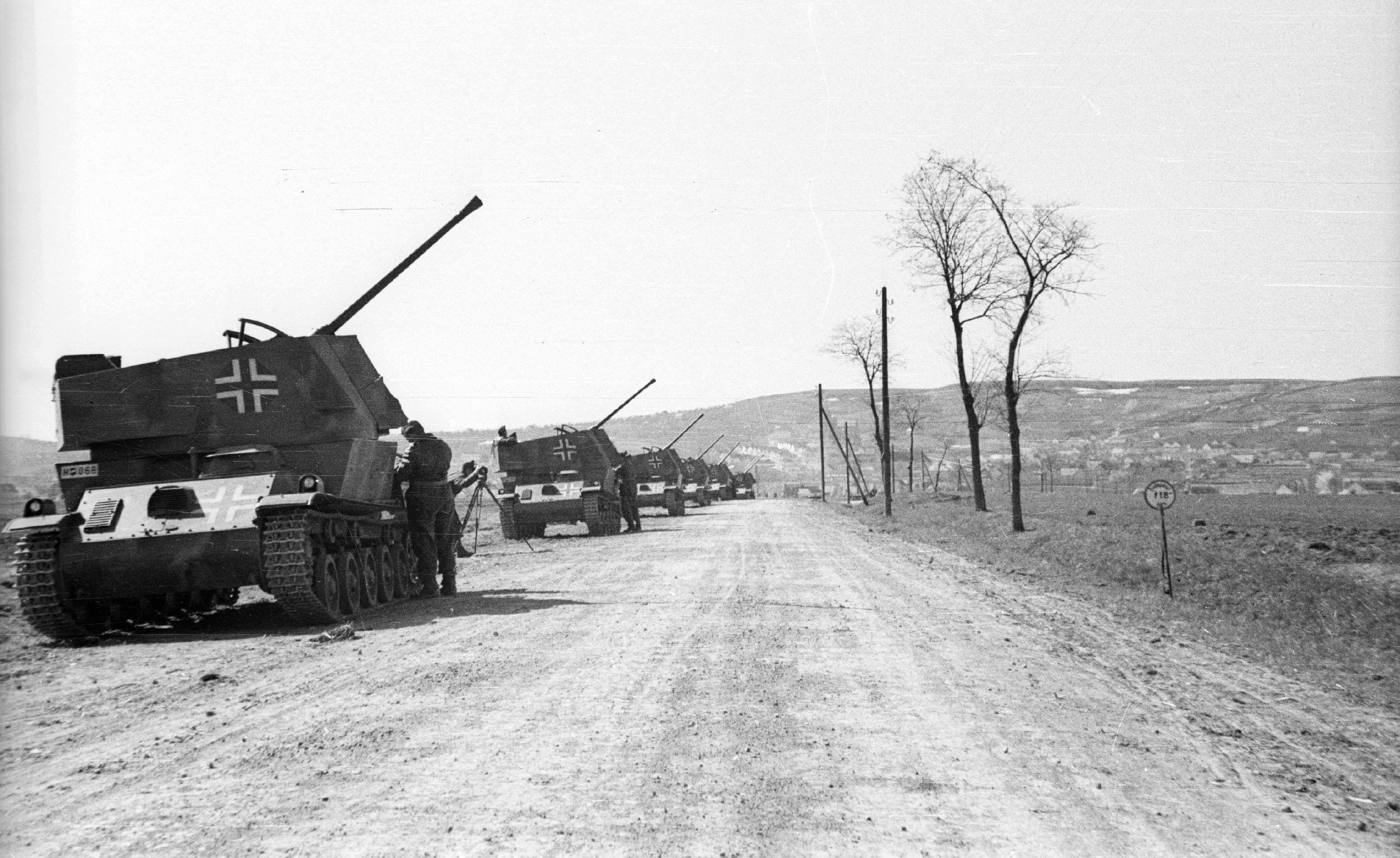
Columna de 40M Nimrod desplegada cerca de Zsámbék.

Las unidades fueron utilizadas en tres batallones motorizados de artillería dentro del 2° Ejército húngaro; sus primeras acciones fueron durante la Operación Barbarroja (encuadrado en el cuerpo de ejércitos sur tiempo después de iniciada la ofensiva), su trabajo inicial era la defensa contra los cazas soviéticos. En su papel de cazatanques fue adecuado, hasta la aparición del tanque T-34 siendo incapaz de combatirlo. Posteriormente se le reasigno al papel de batería antiaérea.
En 1942, durante la Operación Azul (ataque a Stalingrado, Río Volga, Cáucaso) el Ejército húngaro defendió el margen norte con los italianos siendo destruidos durante la Operación Urano soviética.
Posterior a las derrotas en el Volga y Kursk, las fuerzas sobrevivientes fueron evacuadas del Frente Oriental para ser restructuradas y reequipadas. Durante el cambio de bando por parte de Rumania, las tropas húngaras junto a las alemanas apostadas en el oeste de Rumania evacuan perdiendo unidades en el proceso, siendo posteriormente capturadas por tropas rumanas (¿1?). La mayoría de los 40M Nimrod fueron destruidos durante la invasión soviética de Hungría, con las últimas unidades siendo empleadas en la Batalla del Lago Balaton y perdiéndose todas (¿10-11?).

## Sobrevivientes
El único 40M Nimród sobreviviente es exhibido de forma permanente en el Museo de tanques de Kúbinka.

## Usuarios
- Reino de Hungría
- Reino de Rumania (unidades capturadas)